# Roadmap
Em informática, um roadmap é o programa que enuncia as metas de desenvolvimento de um software. Nele podem ser encontradas ainda as possíveis datas de lançamento das próximas versões, bem como um registro do lançamento e notas das versões anteriores. O roadmap pode incluir também as tarefas do cliente.  
Na Administração de Empresas, trata-se de  um mapa que apresenta os possíveis caminhos de um negócio ou organização em direção aos seus objetivos de inovação, mostrando as oportunidades existentes e os desafios a serem enfrentados.      